# Flora (aardewerkfabriek)
Plateelbakkerij Flora was een van oorsprong Goudse fabriek van plateel, die bestond van 1945 tot 1994. Frans Eikenboom (1881-1966) was al in 1927 in Gouda met de productie van aardewerk begonnen. In 1945 richtte hij met zijn zoon Peter Antonius Eikenboom (1907-1981) de Flora-fabriek op. Die werd gevestigd in Stolwijkersluis aan de Gouderaksedijk. Bij de overstroming van 1953 leed het gebouw flinke waterschade en werd een nieuwe fabriek gebouwd. 

## Opgang
In de jaren vijftig en zestig van de twintigste eeuw was Flora een toonaangevende en vernieuwende  producent van sier- en gebruiksaardewerk. De min of meer abstracte decors op schalen, vazen, borden, en dergelijke vielen in de smaak. Flora-keramiek werd een belangrijke beeldbepaler in veel interieurs van die jaren. Qua prijs en ontwerp waren Floraproducten gepositioneerd tussen HEMA-producten en design.

## Problemen
Door de veranderende smaak van de consument en de groeiende internationale concurrentie raakten Nederlandse aardewerkfabrieken zoals Flora problemen met afzet en winstgevendheid. 
Flora trachtte de steeds diverser wordende vraag van de consument te volgen door op de markt brengen van nieuwe vormen en decors. Voor nieuwe ontwerpen werden kunstenaars van naam en faam aangetrokken, zoals de Duitse professor Karl Friedberg.

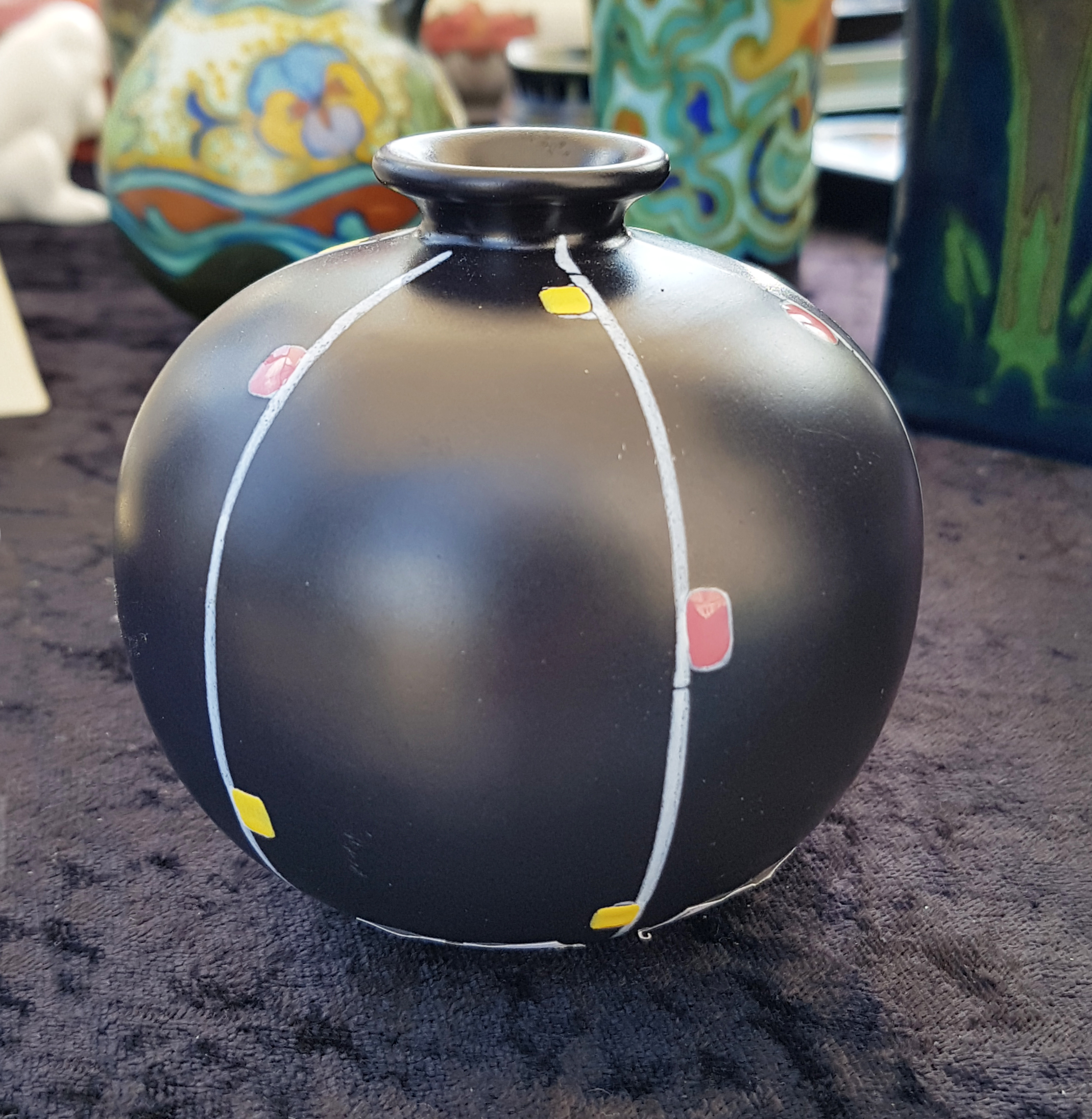
vaas, serie Tosca

## Massaproductie
In 1974 kwam Flora in handen van International Citrus Products, dat de fabriek economisch en logistiek reorganiseerde. Het bedrijf kwam in de jaren zeventig met traditionelere decors die niet meer met de hand waren geschilderd maar via onderglazuur-transfers op het plateel werden aangebracht.
Eind jaren zeventig werd het productieproces doelmatiger opgezet en modernere keramische technieken  ingevoerd. Een verhuizing naar Hardenberg in Overijssel maakte daar onderdeel van uit. Met overheidssubsidie werd in 1980 een nieuwe fabriek gebouwd, de modernste fabriek van keramiek in Nederland. In Overijssel was voldoende betaalbaar personeel te vinden, dat door de veranderde productiemethoden niet ambachtelijk keramisch geschoold behoefde te zijn.

## Vernieuwend design
De massaproductie leverde producten van minder artistieke kwaliteit en genereerde bovendien weinig winst. Halverwege de jaren tachtig keerde bij Flora het kunstzinnige tij. Met jonge veelbelovende keramiek-kunstenaars zoals Jeroen Bechtold (1953), Pauline Wiertz (1955), Cees Christiaans (1956) en Dorothé van Agthoven (1950), haalde Flora weer creativiteit in huis. Het bedrijf wist ook de gerenommeerde glaskunstenaar Floris Meydam (1919) uit Leerdam te contracteren. Daardoor maakte Flora tot in de jaren negentig nog steeds spraakmakend keramisch design.

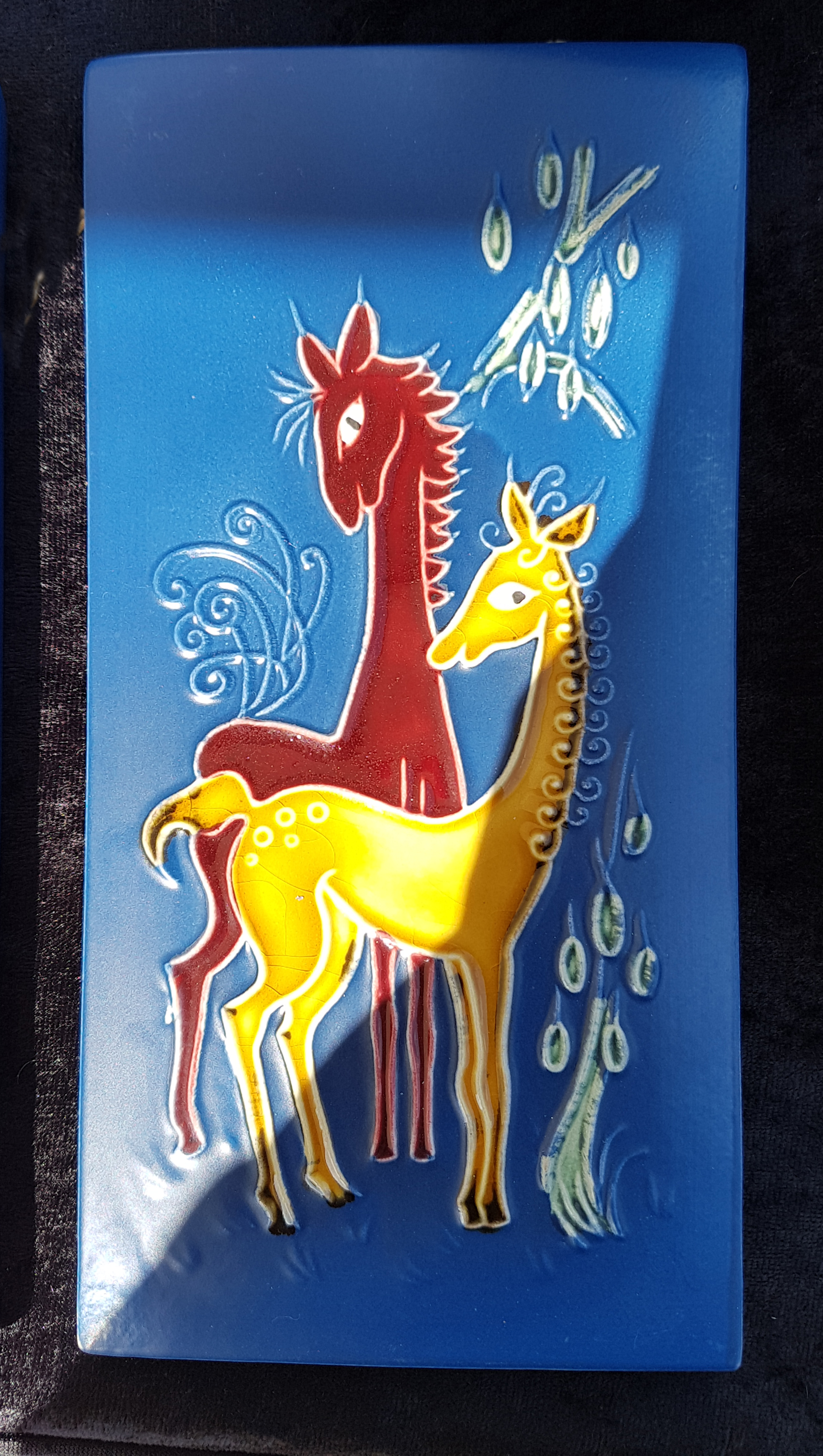
wandtegel met giraffen

## Einde
In 1989 werd Flora overgenomen door keramiekfabriek Royal Goedewaagen in Nieuw-Buinen, dat oorspronkelijk ook een Goudse plateelfabriek was. De fabriek in Hardenberg werd in 1994 gesloten, de productie van het plateel van Flora werd verplaatst naar Nieuw-Buinen. In 1996 stopte Goedewaagen - als gevolg van de tegenvallende vraag - de productie van keramiek met Flora-design.

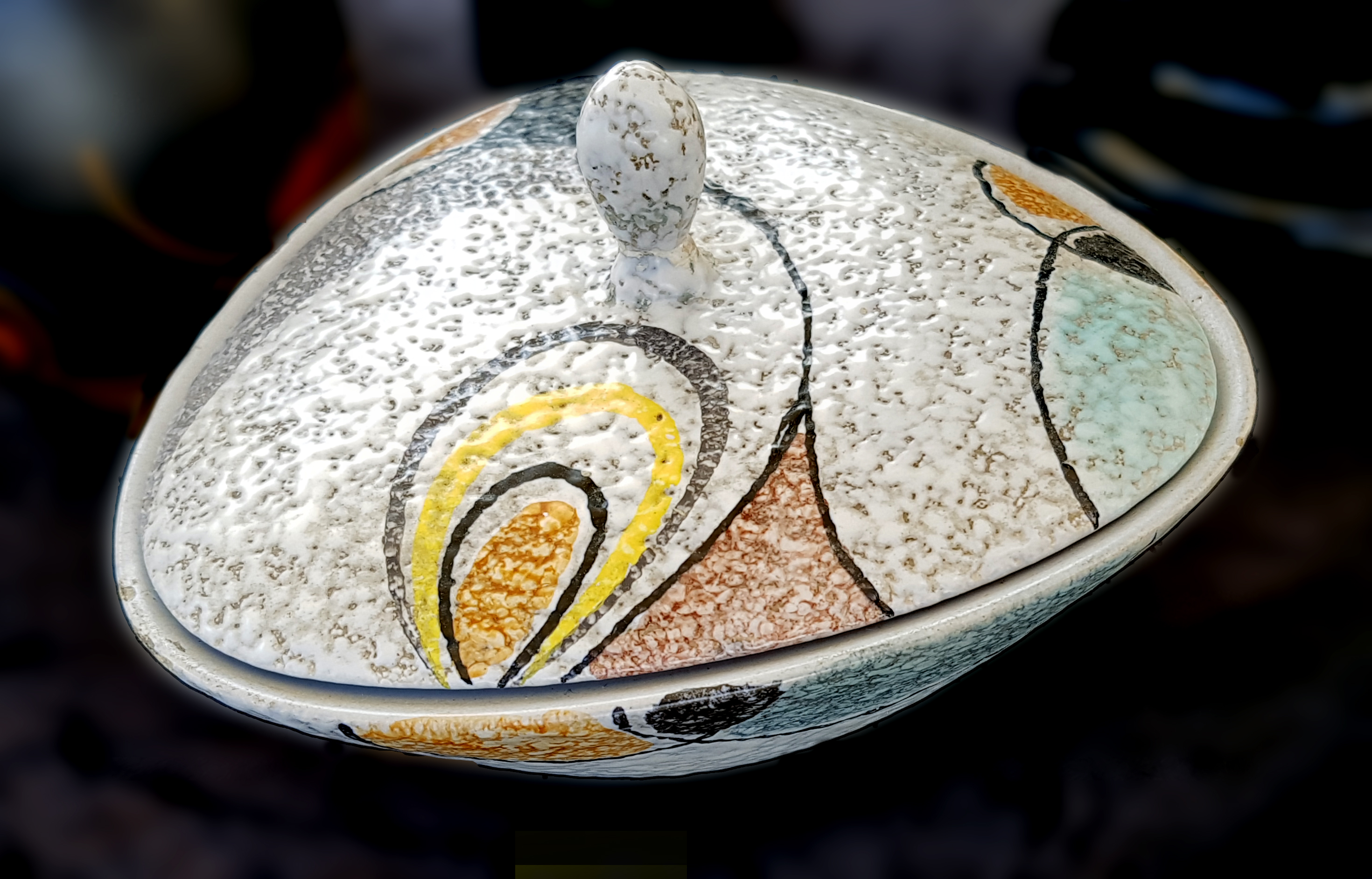
schaaltje, serie Rumba

## Decors
Bekende Flora-decors waren: 
- Carla
- Capri
- Cobalt
- Elite
- Faenza
- Hawaï
- Lava
- Lente
- Lila (jaren 60 - 70)
- Madrid
- Record
- Rumba
- Tokio (1969 - 1978)
- Yellow